# 예니퍼 티에게
예니퍼 티에게(독일어: Jennifer Teege, 1970년 6월 29일 ~ )는 독일의 작가이다. 그녀의 외할아버지는 독일 나치 강제수용소 사령관이자 전범인 아몬 괴트였다. 그녀의 2015년 책 "내 할아버지는 나를 총으로 쐈을 것이다"는 뉴욕 타임스의 베스트셀러였다.

## 생애
나이지리아인 아버지와 오스트리아계 독일인 어머니 사이에서 예니퍼 괴트로 태어난 티에게는 위탁 보호 시설에서 자랐다. 그녀는 7살 때 입양되었다. 그녀의 할머니는 아몬 괴트와 제2차 세계대전이 끝날 때까지 2년 동안 관계를 유지했던 루트 이레네 칼더였고, 1945년 11월에 태어나 만난 적이 없는 딸 모니카 헤르트비히를 낳았다. 티에게는 소르본에서 공부했고, 이스라엘에서 히브리어를 배웠고, 5년 동안 공부했다.
38세의 나이에, 티에게는 우연히 그녀의 어머니 모니카 헤르트비히의 전기인 함부르크 도서관에서 책을 집어 들고 아몬 괴트가 그녀의 할아버지라는 것을 발견함으로써, 그녀의 가족사에 대해 알게 되었고, 이것은 그녀를 심각한 우울증으로 빠지게 했다. 그녀는 그녀의 우울증과 싸우기로 결심했고, 그녀의 책 "내 할아버지는 나를 총으로 쐈을 것이다"를 쓰면서 이 폭로를 받아들이기로 결정했다. 그녀의 책은 성공적이었고, 뉴욕 타임스의 베스트셀러가 되었다. 원래 티에게의 모국어인 독일어로 출판되었던 이 책의 번역본은 덴마크어, 영어, 프랑스어, 히브리어, 헝가리어, 이탈리아어, 네덜란드어, 폴란드어, 포르투갈어, 러시아어, 스페인어로 만들어졌다.

## 대중문화에서
2021년, 티에게의 이스라엘 친구 노아 베르만헤르츠베르크는 오시 발트와 협력하여 "성스러운 홀로코스트"라는 제목의 현지 애니메이션 전기 단편 영화를 감독했다. 베르만헤르츠베르크가 내레이션을 맡았으며, 독일계 이스라엘 배우 가브리엘라 뵈르슈만이 목소리를 맡은 티에게가 출연했다.
"성스러운 홀로코스트"에서 베르만헤르츠베르크는 티에게와 그녀의 우정이 괴트의 손녀라는 것과 나의 할아버지가 나를 쐈을 것이라는 출판물 때문에 어떻게 영향을 받았는지 이야기한다.
"성스러운 홀로코스트"는 2021년 9월 1일 예루살렘 영화제 출품작으로 초연되었다.
2022년 11월, 뉴요커는 웹사이트와 공식 유튜브 채널에 "성스러운 홀로코스트"를 업로드했다.

## 같이 보기
- 상속 (영화)